# Bombardier Q300
Dimensions
Le Q300 est un turbopropulseur canadien, version modernisée du DHC-8 300.
Appelé initialement DHC-8-300 sous la dénomination de Havilland Canada (DHC), cet avion a été renommé Q300 ("Q" étant pour Quiet ou silencieux, comme les avions de la série "Q" il possède un système réduisant la consommation de carburant, les émissions de gaz, les vibrations et le son) après l'acquisition de De Havilland Canada par Bombardier. Il possède 2 turbopropulseurs PW123B à 4 pales et à pas réversible. Il est le successeur du Q200 et le prédécesseur du Q400.
Le Q300 embarque 50 à 56 passagers, disposés dans 2 rangées de 2 sièges chaque.